# Keleti újlatin nyelvek
A keleti újlatin nyelvek az újlatin nyelvek egyik ága, amelybe a román nyelv, az aromán nyelv, a meglenoromán nyelv és az isztroromán nyelv, valamint – a hagyományos nyelvészeti felosztás szerint – a már kihalt dalmát nyelv is tartozik. Az előbbi négyet a román nyelvészek többsége nem különálló nyelveknek, hanem a román nyelv dialektusainak tekinti. Ebben az értelmezésben a román, az egyetlen amely sztenderd nyelvváltozattal rendelkezik, a dákoromán dialektus.
Más nézet szerint a dalmát nem tartozik a keleti újlatin nyelvek közé, hanem átmeneti ezek és a nyugati újlatin nyelvek között, amelyekkel szemben a keletiek hangtani és nyelvtani tekintetben együttesen állnak szemben.
Az utóbbi nézet szerinti keleti újlatin nyelvek egy közös, a nyelvészek által protorománnak nevezett nyelv felbomlásából származnak, amely folyamat a 10. és a 13. század között zajlott le.

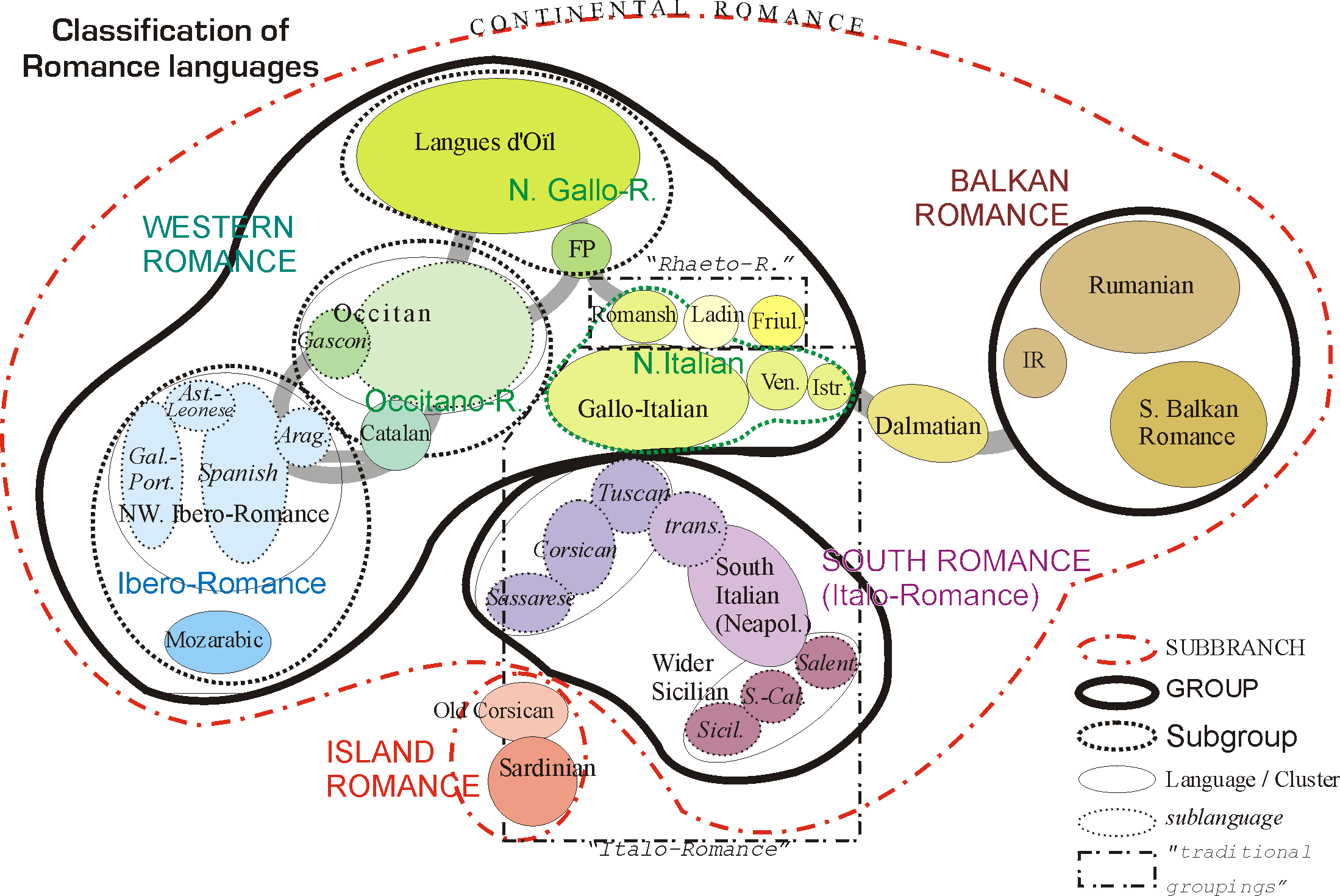
Az újlatin nyelvek osztályozása

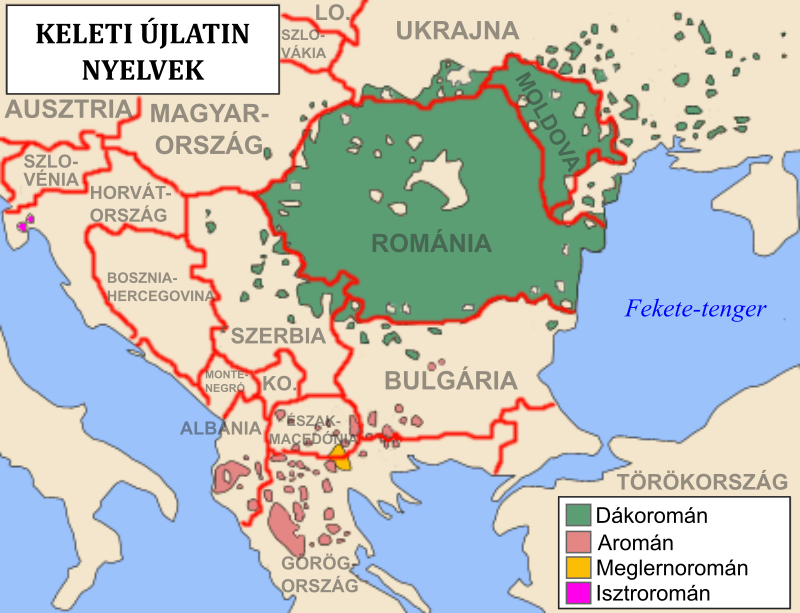
Keleti újlatin nyelvek

## Közös vonások
A keleti újlatin nyelvek közötti hasonlóság elsősorban a latin nyelvhez viszonyított hangtani változások mélységében, másodsorban az alaktani és mondattani szerkezetben, harmadsorban pedig az alapszókincsben áll.
Nemcsak a latinból örökölt közös vonásokról, hanem közös, a protoromán korszakából, sőt, utólagos, párhuzamos, de egybeeső újításokról is van szó. Ilyen, például, az -m, a folyamatos múlt idő egyes szám első személy ragja, vagy a labiális mássalhangzók palatalizációja.
Több hasonlóság van a Dunától délre eső három keleti újlatin nyelv között, mint ezek és a román nyelv között. Ez utóbbi területi változatai közül a nyugatiak hasonlítanak inkább a Dunától délre eső nyelvekre.

### Hangtan

#### A magánhangzók fejlődése a latinból
A magánhangzók általában hasonlóképpen fejlődtek a négy keleti újlatin nyelvben. Az alábbiakban a példák, nyelvek szerint, a következő sorrendben jelennek meg: latin, román, aromán, meglenoromán, isztroromán, magyar.
- az [u] és az [uː][9] egybeolvadása > [u]:

| LŬPUS > | lup  | lup, lúpŭ | lup  | lup        | ’farkas’ |
| GŪLA >  | gură | gurã      | gură | gurę, ɣura | ’száj’   |

- az [i] és az [eː] (magyar é) egybeolvadása > [e]:[13]

| LIGO > | leg  | leg  | leg  | leg  | ’kötök/kötöm’ |
| TRES > | trei | trei | trei̯ | trei̯ | ’három’       |

- a hangsúlyos [e] > [je] kettőshangzóvá válása:

| FĔRRUM > | fier | her, hĭerŭ | i̯er | fl’er | ’vas’ |

- a hangsúlyos [e] kettőshangzóvá (ea), az isztrorománban [ε]-vé (magyar e) válása:

| LIGAT > | leagă | leagã | leagă | lęgę | ’köt/köti’ |

- a hangsúlyos [o] kettőshangzóvá (oa) válása, az isztroromán kivételével, amelyben o maradt:

| NOCTEM > | noapte | noapti, noapte | noapti | ’éjszaka’ |

- a magánhangzók közötti [n] előtti magánhangzók záródása:

| [a] > [ə], [ɨ] vagy [ɔ] | LANA >  | lână | lãnã        | lǫnă | lârę, lâra | ’gyapjú’ |
| [e] > [i]               | VENIT > | vine | yini, vinji | vini | vire       | ’jön’    |
| [o] > [u]               | BONUS > | bun  | bun, búnŭ   | bun  | bur        | ’jó’     |

- a hangsúlyos szótag előtti magánhangzók záródása:

| [a] > [ə] | CADĒRE >   | cădere   | cãdeari, cãdeare | cădeari  |                    | ’esés’     |
| [o] > [u] | DOMINICA > | duminică | duminicã         | duminică | dumirekę, dumireca | ’vasárnap’ |

- a szóvégi hangsúlytalan magánhangzók záródása:

| [a] > [ə], az isztrorománban [ε] | CASA >  | casă | casã | casă | cåsę | ’ház’               |
| [o] > [u]                        | AFFLO > | aflu | aflu | aflu | åflu | ’megtudok/megtudom’ |

- szóvégi hangsúlytalan [i] > a románban [j],[19] az arománban [j], a többi kettőben kiesett:

| LUPI > | lupi [lupj] | lúchĭ | lup | lup | ’farkasok’ |

- a szóvégi hangsúlytalan [u] kiesése, egyes aromán nyelvjárások kivételével, amelyekben ŭ kettőshangzó lett:

| LUPUS > | lup | lup, lúpŭ | lup | lup | ’farkas’ |

#### A mássalhangzók fejlődése a latinból
- a magánhangzók közötti zöngétlen[21] zárhangok fennmaradása:

| [k] | FOCUS >  | foc | foc, fócŭ | foc | foc | ’tűz’           |
| [p] | *CAPUM > | cap | cap, cápŭ | cap | cåp | ’fej’           |
| [t] | TOTUS >  | tot | tot, tótŭ | tot | tot | ’egész, minden’ |

- a magánhangzók közötti [s] (magyar sz) fennmaradása:

| CASA > | casă | casã | casă | cåsę, cåsa | ’ház’ |

- a magánhangzók közötti [b] és [v] kiesése:

| CABALLUS > | cal  | cal, cálŭ | cał  | cå  | ’ló’  |
| OVIS >     | oaie | oai, oae  | u̯ai̯e | oi̭e | ’juh’ |

- közös kivétel:

| HABERE > | avere | aveari, aveare | veari | (a)vę | ’birtokolni’ |

- magánhangzók közötti [l] > [r]:

| MOLA > | moară | moarã | moară | morę | ’malom’ |

- a magánhangzók közötti [lː] fejlődése:

| [lː] > [w], az isztrorománban [v] | STELLA > | stea(uă) | steauã     | steau̯ă | stę(vu) | ’csillag’ |
| [lː] > [l]                        | CALLIS > | cale     | cali, cale | cali   | cåle    | ’út’      |

- a veláris és az alveoláris zárhangok palatalizációja és zár-réshanggá[24] válása [e] vagy [i] előtt:

| [k] > [t͡ʃ] (magyar cs) vagy [t͡s] (magyar c)             | CAELUM >             | cer      | tser            | tser     | čer, țer             | ’ég, égbolt’ |
| [t] > [t͡ʃ] vagy [t͡s]                                    | *FETIOLUS >          | fecior   | ficior, ficĭórŭ | fitšor   | fečor, fețor         | ’legény’     |
| [t] + hangsúlytalan [ia] vagy [iu] > [t͡s]               | TITIA >              | țâță     | tsãtsã          | tsǫtsă   | tița                 | ’emlő’       |
| [g] > [d͡ʒ] (magyar dzs), [dz], [ʒ] (magyar zs) vagy [z] | GENUC(U)LUM >        | genunchi | dzinuclju       | zinucl’u | žeruŋclʼu, zeruŋcl’u | ’térd’       |
| [d] > [ʒ], [gj] vagy [z]                                | DEOSUM vagy DIOSUM > | jos      | nghios, nghĭósŭ | jos      | žos, zos             | ’lent, le’   |

- a [kʷ] és a [gʷ] + [e] vagy [i] a [k]-hoz és a [g]-hez hasonló fejlődése:

| [kʷ] + [e] vagy [i] > [t͡ʃ] vagy [t͡s]           | CINQUE >  | cinci | tsintsi        | tsints | činč, ținț   | ’öt’  |
| [gʷ] + [e] vagy [i] > [d͡ʒ], [dz], [ʒ] vagy [z] | SANGUEM > | sânge | sãndzi, sãndze | sǫnzi  | sânže, sânze | ’vér’ |

- [kʷ] + [a] > [p]:

| AQUA > | apă | apã | apu, apă | åpę, åpa | ’víz’ |

- [gʷ] + [a] > [b]:

| LINGUA > | limbă | limbã | limbă | limbę, limba | ’nyelv’ |

- a [bl], [pl] és [fl] csoportok fennmaradása:

| *BLASTEMO > | blestem | blastim          | blastim          |       | ’elátkozok/elátkozom’ |
| PLENUS >    | plin    | mplin            | ạmplin           | plir  | ’tele’                |
| INFLĀRE >   | umflare | umflari, umflare | anflari, amflari | âmflå | ’felfújás’            |

- a [l] palatalizációja (> [ʎ]) a [kl] és [gl] csoportokban,[28] és kiesése a románban:

| CLAMO >    | chem | acljem, aclĭémŭ | cl’em | cl’em | ’hívok, hívom’ |
| * GLEMUS > | ghem | gljem, glĭémŭ   | gl’em | gl’ęm | ’gombolyag’    |

- [gn] > [mn]:

| LIGNUM > | lemn | lemnu | lemn | lemân | ’fa’ (anyag) |

- [ks] > [ps]:

| COXA > | coapsă | coapsã | ’comb’ |

- [kt] > [pt]:

| LACTEM > | lapte | lapti, lapte | lapti | låpte | ’tej’ |

- a [j] és az előtte álló labiális mássalhangzó helyének felcserélődése (egyes nyelvjárásokban [j] > [ʎ]):

| *CUBIUM > | cuib | cuibu | cui̯b | cul’ib, cui̯ib, col’ub | ’fészek’ |

#### Hangsúlyozás
A hangsúly hátulról számolva az ötödik szótagig bármelyik szótagra eshet, és helye megváltoztathatja a szó jelentését: cântă ['kɨntə] az első szótagra eső hangsúllyal kijelentő mód jelen idő (’énekel’), de ha a hangsúly az utolsó szótagon van, akkor kijelentő mód egyszerű múlt idő – [kɨn'tə] (’énekelt’).

### Grammatika
A keleti újlatin nyelvek grammatikai rendszerében is több közös vonás észlelhető.

#### Alaktan
Az alaktani hasonlóságok a következők:
- A semleges nem fennmaradt, de átrendezve (egyes számban egyenlő a hímnemmel, többes számban egyenlő a nőnemmel): un animal, două animale ’egy állat, két állat’.
- A főnév és a melléknév többes számának a képzői hasonlóak. Bár számos kivétel van, a jellegzetesek nőnemben -e és -le, hímnemben -i, semleges nemben -uri: case ’házak’, stele ’csillagok’, lupi ’farkasok’, locuri ’helyek’.
- Az -e rag fennmaradt a nőnem egyes szám birtokos és részes esetben, valamint a hímnem egyes szám megszólító esetben: unei fete ’egy lány vmije/vkije, egy lánynak’; Băiete! ’Te fiú!’
- A ragozás számos tőhangváltással jár: o fată ’egy lány’ – unei fete ’egy lány vmije/vkije, egy lánynak; băiat ’fiú’ – băieți ’fiúk’.
- Határozott végartikulus van, nem névelő, a ragozás pedig inkább a határozott artikulust és a hatarozatlan névelőt érinti, mint a főnevet: lupul ’a farkas’ – lupului ’a farkas vmije/vkije, a farkasnak’; un lup ’egy farkas’ – unui lup ’egy farkas vmije/vkije, egy farkasnak’.
- Létezik melléknévi névelő (cel, cea, cei, cele) és birtokos névelő (al, a, ai, ale): Alexandru cel Mare ’Nagy Sándor’, Casa noastră este mică, dar a părinților mei este mare ’A mi házunk kicsi, de a szüleimé nagy’.
- A középfok a mai határozószóval képződik: mai mare ’nagyobb’.
- 11-től 19-ig a tőszámnevek a spre elöljárószóval alakulnak: doisprezece ’tizenkettő’.
- A sorszámnév a birtokos névelőből + a tőszámnév határozott artikulusos alakjából képződik: al doilea ’a második’.
- A személyes névmások ragozását illetően például fennmaradtak tárgyesetben a latin *MENE, *TENE hangsúlyos alakok: mine ’engem’, tine ’téged’;
- A birtokos melléknevek/névmások nőnem és semleges nem többes száma a -le képzővel alakul: mele ’az én vmijeim/vkijeim, az enyéim’; tale ’a te vmijeid/vkijeid, a tieid’; sale ’az ő vmijei/vkijei, az övéi’.
- Fennmaradt a latinból a négy igeragozási osztály (a cânta ’énekelni’, a părea ’tűnni’, a bate ’verni’, a dormi ’aludni’), de az isztrorománban van még egy.
- A kötőmód fő morfémája a să kötőszó: Vreau să mă asculți ’Azt akarom, hogy meghallgass’.
- Kijelentő mód jelen időben, az első és a negyedik ragozási osztályokon belül úgynevezett „suffixumos” igék is vannak: lucrez ’dolgozom’ (1. oszt.), mă căsătoresc ’megházasodom’ (4. oszt.).
- Az összetett múlt idő az a avea ’birtokolni’ segédigével alakul: am mâncat ’ettem/megettem’.
- A jövő idő segédigéje a voi ’akarni’: voi cânta ’énekelni fogok’.[31]
- A feltételes mód jelen idő segédigéje az a avea: aș cânta ’énekelnék’.[31]
- A visszaható alak előfordul a szenvedő alak jelentésével is: Se face ușor ’Könnyen meg lehet csinálni’.
- Az a avea ’birtokolni’ ige am (kijelentő mód jelen idő egyes szám első személy) és are (kijelentő mód jelen idő egyes szám harmadik személy) alakjai közösek.

#### Mondattan
A keleti újlatin nyelvek mondattani szerkezeteinek is vannak közös vonásai, melyek közül egyesek mindegyikre jellemzőek, de mások nem:
- a főnévi igenév használatának korlátozása és a kötőmóddal való helyettesítése azon mellékmondatokban, amelyek alanya azonos a főmondatéval (Vreau să plec ’El akarok menni’, Am venit ca să rămân ’Azért jöttem, hogy maradjak’), az isztroromán kivételével: Vreț âl ântrebå? ’Meg akarjátok kérdezni tőle?’, Męre lucrå ’Dolgozni megy’;[32]
- annak lehetősége, hogy az alany személyét személyes névmás nélkül, csak az ige személyes ragjával fejezzék ki: Vorbește. ’Beszél.’
- ugyanazon tárgy vagy részeshatározó kettős kifejezése, főnévvel és az ennek megfelelő hangsúlytalan személyes névmással (O iubește pe Maria ’Szereti Máriát’, Îi arată directorului dosarul ’Megmutatja az aktát az igazgatónak’). Kivétel az isztroromán, amelyben megfelelő kontextus nélkül össze lehet téveszteni mondatrészeket: Bovu ântręba åsiru ’Az ökör megkérdezi a szamártól’ vagy ’A szamár megkérdezi az ökörtől’;[33]
- viszonylag szabad szórend, nagyon szabad az isztrorománban;
- az igeidőknek egymástól való viszonylag laza függése az összetett mondatban.

### Szókészlet
A keleti újlatin nyelvek szókészletei között jelentősebb különbségek vannak, mint grammatikai szerkezeteik között. Ez annak tudható be, hogy jövevényszó-forrásaik nem mindegyiküknek közösek. Közös vonások:
- olyan latin szavak, amelyek csak a keleti újlatin nyelvekben maradtak fenn: A(D)STERNO > aștern ’terítek’, LINGULA > lingură ’kanál’;
- latin szavak olyan jelentései, amelyek csak ezekben a nyelvekben maradtak fenn: ANIMA > inimă ’szív’, TENER > tânăr ’fiatal’;
- olyan latin szavak, amelyek csak a keleti újlatin nyelvekbe nem mentek át, és amelyeket más, latin vagy nem latin szavakkal helyettesítettek:
  - GRANDIS helyett MARE ’nagy’ (ugyancsak latin);
  - PLORO helyett PLANGO (latin) > plâng ’sírok’
  - CENTUM helyett sută ’száz’ (szláv);
- olyan közös szavak, amelyekről azt feltételezik, hogy a trák-dák szubsztrátumból származnak, mivel az albán nyelvben is megvannak: cătun ’tanya’, copac ’fa’ (élő), moș ’öregember’, sâmbure ’mag’ (például baracké), țap ’bakkecske’;
- közös szláv eredetű szavak és képzők:
  - babă ’öregasszony’, coasă ’kasza’, nevastă ’feleség’, a plăti ’fizetni’, slab ’sovány, gyenge’;
  - a ne- tagadó prefixum: nefericit ’boldogtalan’;
  - az -iță kicsinyítő és nőnemű főneveket képző szuffixum: școlăriță ’kisiskolás lány’, fetiță ’kislány’.

## Különbségek
A keleti újlatin nyelvek között a kölcsönös érthetőség csak részleges, ami a hosszadalmas egymástól való elszigeteltségnek tudható be. Csak az aromán és a meglenoromán érintkezik egymással. Következésképpen a keleti újlatin nyelvek különböző idegen hatásoknak voltak kitéve. Az arománra főleg a görög nyelv és az albán hatott, a meglenorománra a macedón nyelv, az isztrorománra a horvát nyelv, a románra pedig főként a közelben élő szláv nyelvek, a magyar, a modern időkben pedig a tudós latin, a francia és az olasz.
A különbségekről részletesen lásd a román nyelv, aromán nyelv, meglenoromán nyelv és isztroromán nyelv szócikkeket.